# Màquina d'esmeril

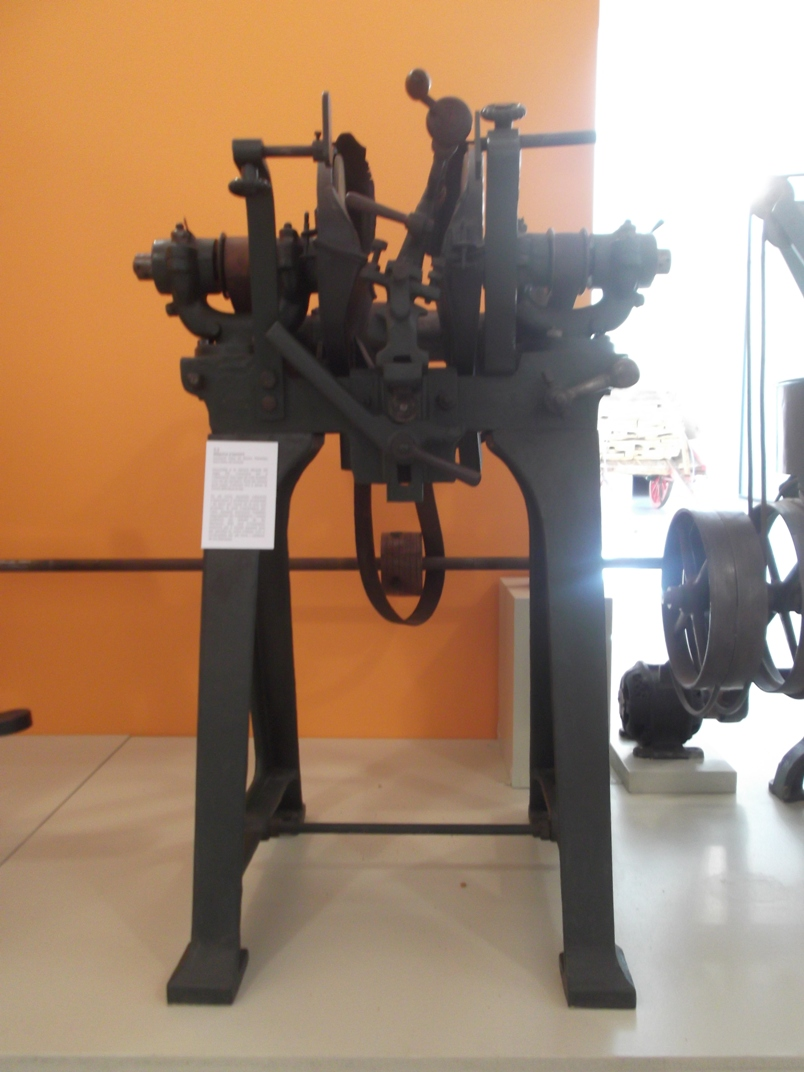
Màquina d'esmeril al Museu del Suro de Palafrugell

La màquina d'esmeril és un enginy introduït a la darrera dècada del segle xix que s'emprava en la indústria surera per a l'elaboració dels taps de més qualitat, com els de xampany. Polia els carracs amb paper d'esmeril fins a donar la forma definitiva al tap.
En els inicis, aquestes màquines s'associaren a problemes ambientals i de salut per causa de la pols que produïen, la qual s'escampava per l'aire. Aquesta provocava malalties respiratòries als treballadors i moltes molèsties als veïnats de les fàbriques. Més tard s'instal·laren sistemes per a recollir aquesta pols per aprofitar-la, entre d'altres, com a combustible per als forns i calderes de les fàbriques.

## En museus
El Museu del Suro de Palafrugell exposa una màquina d'esmeril.